# Heura de terra
L'heura de terra (Glechoma hederacea) és una espècie de lamiàcia, hemicriptòfit, i de port ajagut i reptant, natural de les zones temperades d'Europa i Àsia septentrional.

## Descripció
Són plantes perennes repents, perennifòlies, glabrescents o lleugerament piloses, i de color grisenc. Les tiges, de fins a 85 cm., són rogenques a la base, engrossides als nusos, els quals tenen capacitat arreladora i, per tant, es poden reproduir vegetativament per estolons. Les tiges florals són erectes i de base quadrangular aconseguint els 50 cm d'altura. Les fulles són de color verd fosc amb un llarg pecíol d'1-9 cm., tenen un limbe de reniforme o cordiformes a cordato-suborbicular, de marge crenat, un xic piloses, de mida molt variable, de 0,5 a 4 centímetres (excepcionalment fins a 8 cm.). Les flors de color blau porpra o violàcies són aromàtiques, apareixen en cimes unilaterlas de 2 a 3 flors que apareixen a l'axil·la de les fulles. La corol·la (15-22 mm) és molt major que el calze, sent aquest llarg (de 5-7 mm.), corbat i amb el limbe oblic. El seu fruit és una núcula de color castany, 1,5 - 2mm. per 0,8 mm de forma el·lipsoides.

## Ecologia i distribució
Creix formant extensos tapissos aprofitant el seu port reptant i la seva reproducció vegetativa per estolons. Espècie d'àmplia distribució, de distribució euroasiàtica, a des del nord de la península Ibèrica fins a Sibèria. Habita boscos humits i ombrívols eurosiberians de tot tipus (fagedes, rouredes, freixenedes…) normalment sobre sòls tan bàsics com àcids però lleugerament nitrificats i en ambients d'ecotó o vorada, tot i que també pot créixer en prats. Als Països Catalans tan sols és present al vessant Nord dels Pirineus, als Pirineus orientals, a la serralada Transversal i més rarament al sector nord i humit de les serralades Litoral i Prelitoral (Montseny, Sant Llorenç del Munt i Montnegre). A certs indrets d'Amèrica del Nord ha esdevingut una planta invasora, degut a la seva velocitat i facilitat de propagació i per manca de controls biològics.

## Galeria d'imatges

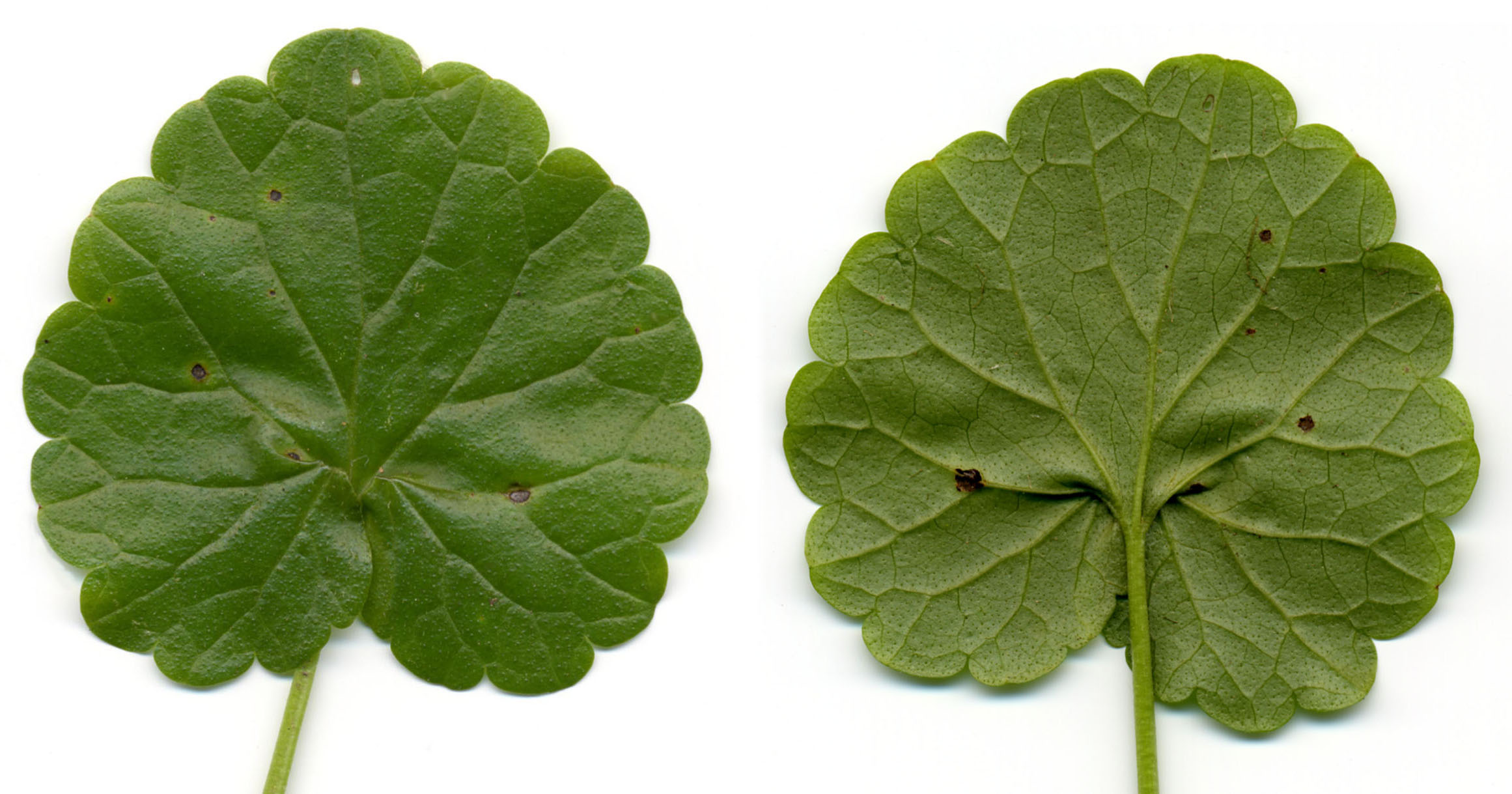
Fulla
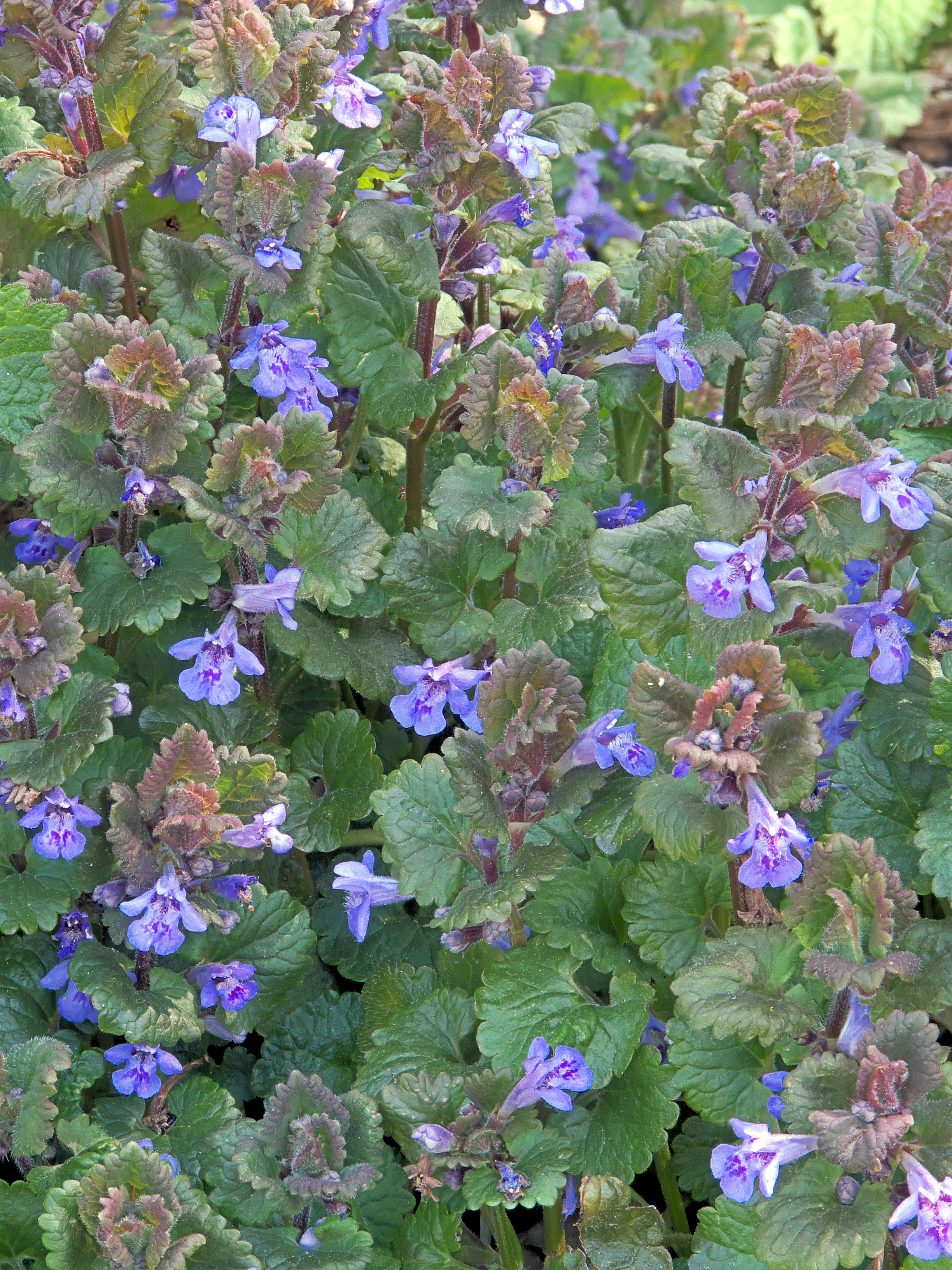
Planta en floració
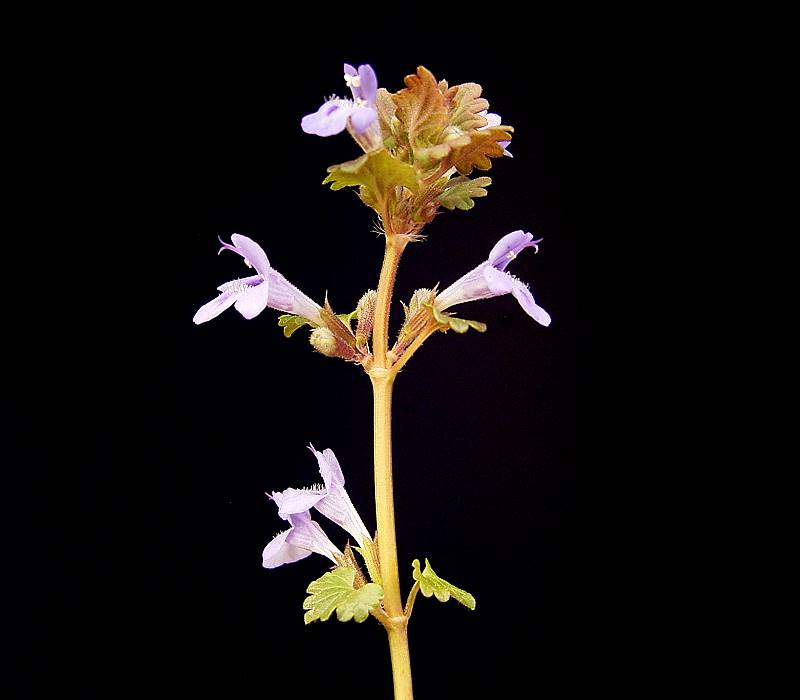
Detall de la flor